# Радзінь Петро Карлович

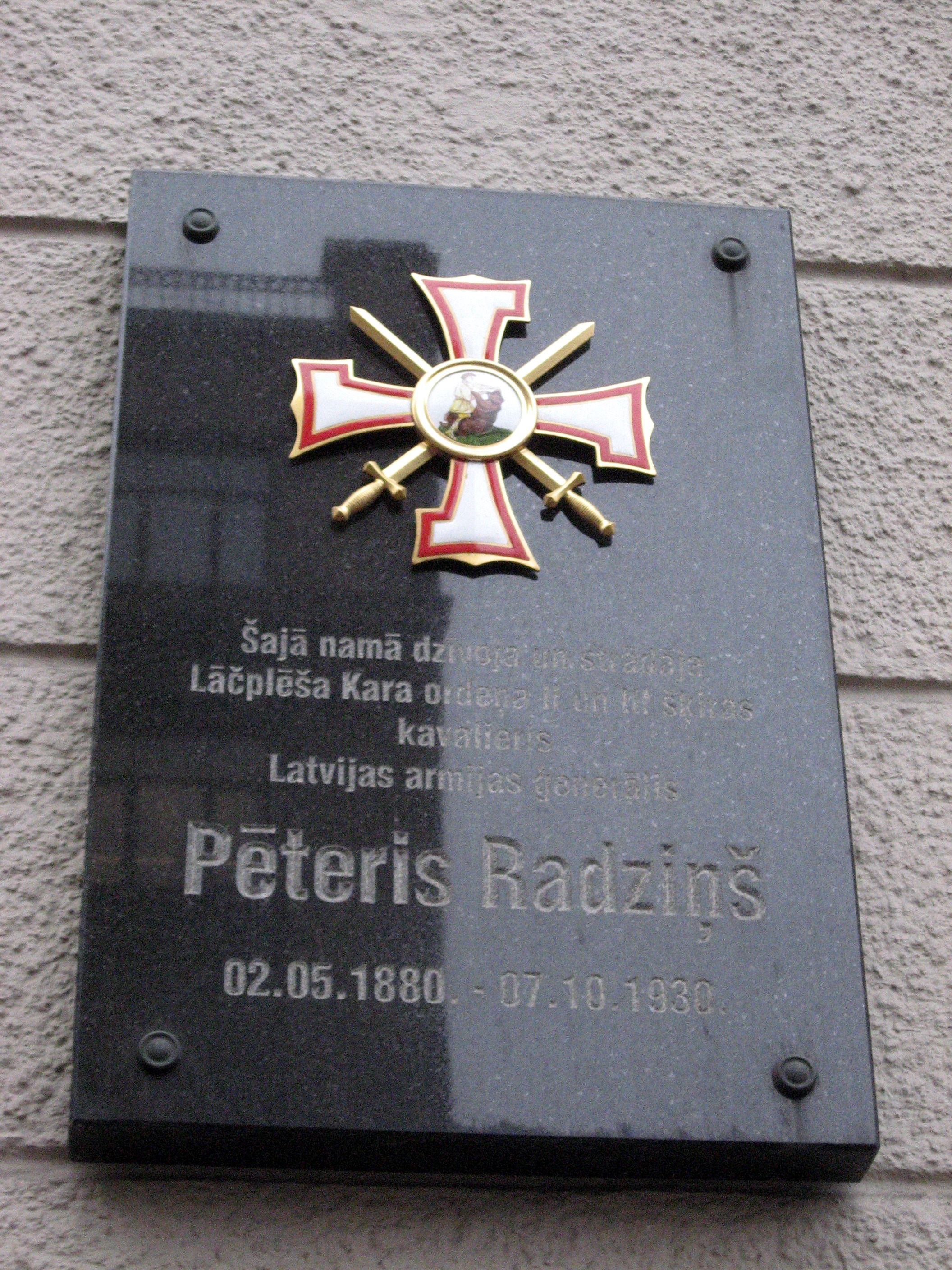
Пам'ятна дошка Петеру Радзіньшу

Петро́ Ка́рлович Ра́дзінь (Петеріс Радзіньш, латис. Pēteris Radziņš, 2 травня 1880, Ліфляндська губернія, Російська імперія — 8 жовтня 1930, Рига, Латвія) — екс-командувач Національними збройними силами Латвії. Підполковник російської царської армії, помічник начальника генерального штабу Армії УНР, генерал латвійської армії. Автор кількох книг з історії та з військової справи, викладач військової справи.

## Життєпис
Петро Радзінь народився в Лугажській волості, в сім'ї власника хутора Йаунвіндедзес. Лютеранин. Отримав домашню освіту.
У 1898 році поступив на службу армії Російської імперії. Свою військову кар'єру розпочав у 112 Уральському піхотному полку, який в той час дислокувався в Каунасі. У 1899 році вступив до Віленського піхотного юнкерського училища, яке закінчує в 1901 році. З училища випущений підпоручиком в 24-й піхотний полк Симбірський, який дислокувався в Ломжинському повіті. З 1904 по 1905 рік брав участь у російсько-японській війні. Був командиром роти 10-го стрілецького Сибірського полку. 9 вересня 1905 року підвищений до поручика. У 1907 вступає до Імператорської військової академії, яку закінчує в 1910 році по 1-му розряду. 9 вересня 1909 році підвищений до штабс-капітана. Потім підвищений до капітана. Цензове командування ротою відбував в 32-му піхотному Кременчуцькому полку (03.11.1910 — 03.11.1912 рр.), який дислокувався у Варшаві. 26 листопада 1912 призначений старшим ад'ютантом штабу 38-ї піхотної дивізії. Пізніше був прикомандирований до авіаційних частин.
З 1914 року бере участь у військових діях Першої світової війни. 6 жовтня 1915 року призначений заступником начальника штабу 8-ї Сибірської стрілецької дивізії. 6 грудня підвищений до підполковника. У лютому 1916 року призначений заступником начальника штабу 61-ї піхотної дивізії, де і служив до кінця війни.

### На службі Україні
У березні 1918 року вступив до Української армії гетьмана Скоропадського, де був начальником відділу Організації та навчання генерального Штабу. Воював до падіння гетьмана в 1918 році. Потім вступив до армії Української Народної Республіки, займаючи посаду помічника начальника Генерального штабу.

### В Латвії
У 1919 році повернувся в Латвію. В грудні 1919 року призначений начальником Генштабу Латвійської армії. У 1926 році йому присвоєно звання генерала Латвійської республіки. В 1928 році залишив посаду командувача Латвійської армії. Написав декількох книг з історії та з військової справи (найвідоміша робота «Latvijas brīvības karš»).
У 1930 році помер у своїй квартирі в Ризі. Похований на Братському кладовищі.

## Нагороди
- Орден Святого Георгія 4-й ст.
- Орден Святої Анни 2-й, 3-й і 4-й ст.
- Орден Святого Станіслава 2-й і 3-й ст.
- Військовий орден Лачплесиса 2-й і 3-й ст.
- Орден Трьох зірок 1-й ст.
- Орден Почесного легіону 3-й ст.
- Орден Меча 1-й ст.
- Орден військової доблесті
- Орден Білої троянди Фінляндії 1-й ст.
- Хрест Свободи I кл. 2-й ст.

## Вшанування пам'яті
У місті Київ є вулиця Петра Радзіня.